# Digitale Information
Digitale Information ist Information, die durch Ziffern (engl. Digit) beschrieben wird. Dies kann z. B. im Dualsystem durch die Ziffern 0 und 1 erfolgen. Computertechnik basiert auf der Verarbeitung digitaler Daten. Die digitale Darstellung von Informationen erleichtert deren statistische Charakterisierung in Gestalt der sogenannten Informationstheorie. Die digitale Ausgabe von Informationen kann, wie folgt, beschrieben werden: „Darstellung der Daten durch endliche Zeichenfolgen, wobei die benutzten Zeichen aus einer (vereinbarten) endlichen Menge stammen. – Form der digitalen Darstellung: binäre Darstellung.“

## Grundlegendes

### Daten, Information und Wissen
Information ist zu einem Schlüsselbegriff des digitalen bzw. virtuellen Zeitalters geworden, bewegt sich allerdings in einem latenten Spannungsverhältnis zu dem Begriff des „Wissens“. Der Zusammenhang zwischen „Daten“, „Information“ und „Wissen“ lässt sich näher, wie folgt, beschreiben:

„Wissen als Gesamtheit von Wissensobjekten, die zu einem gegebenen Zeitpunkt als Aussagen über Objekte und Ereignisse der realen oder fiktiven/virtuellen Welt von einem Individuum erworben/gelernt worden sind, entsteht ... durch Aufnahme von Informationen, die aus Daten dadurch zu Informationen geworden sind, dass sie in einem bestimmten Kontext oder aufgrund eines aktuellen Bedarfs aufgenommen oder gezielt gefunden und durch Vergleich mit bestehendem Wissen interpretierbar und anwendbar wurden.“

Noch anders ausgedrückt: Durch Einbindung von Daten in bestimmten Kontexten erhalten diese die Qualität von Informationen. Durch qualifizierten Umgang mit kodifizierter Information und Kommunikation unter Einsatz von Informations- und Kommunikationstechnologien ergibt sich ein funktioneller Mehrwert, der zu einem (zusätzlichen) Wissenserwerb führt, bei produktivem Einsatz zu höheren Wissensniveaus leiten kann. Voraussetzungen für den effizienten Wissenserwerb sind bestimmte Fähigkeiten im Umgang mit Informationssystemen, die sogenannte Informationskompetenz.

## Digitaler Weltentwurf von Capurro als philosophische Verarbeitung des Themas
Mit der Verbreitung der Computer, die Systeme, die nur mit zwei unterschiedlichen Zuständen arbeiten, wie Nein und Ja, An und Aus oder 0 und 1, am leichtesten interpretieren können, wurde auch die Digitalisierung eingeführt. Dazu schrieb Rafael Capurro 1999 in seinem Essay zum „Digitalen Weltentwurf“:

„Das Seinsverständnis hat umgeschlagen. Im Kontrast zum auf der empirischen Anschauung basierenden Entwurf der Neuzeit, wonach das Sein der Dinge von der Anschauung untrennbar ist (Kant), ja sogar mit dem Wahrgenommensein identisch ist „Their esse is percipi“ (Berkeley 1965, 62), gilt: jetzt: esse est computari. Die Welt ist alles, was digitalisierbar ist.“

## Archivierung digitaler Informationen
Die digitale Information kann als Folge von 0 und 1 dargestellt werden oder allgemeiner als Folge von binären Zahlenwerten. So gibt es eine Vielzahl von Projekten, die sich beispielsweise auf die digitale Reproduktion von gedruckten Werken der Literatur spezialisiert haben und diese nach Ablauf der Urheberrechte digitalisiert zur Verfügung stellen. Hierzu zählen unter anderem:
- Deutsche Digitale Bibliothek
- Internet Archive
- Projekt Gutenberg
- Projekt Runeberg

Des Weiteren werden beispielsweise Schiffsbaupläne in digitaler Form erstellt. Ein weiteres Gebiet der digitalen Information sind Medien aus dem Bereich Musik, Video, Fotografie oder in Wissenschaftsbereichen.

## Schwerpunktinitiative „Digitale Information“
Zum Zwecke der Archivierung digitaler Informationen wurde im Sommer 2008 durch die Alexander-von-Humboldt-Stiftung, die Deutsche Forschungsgemeinschaft (DFG), den Deutschen Akademischen Austauschdienst (DAAD), die Fraunhofer-Gesellschaft, die Helmholtz-Gemeinschaft Deutscher Forschungszentren, die Hochschulrektorenkonferenz (HRK), die Leibniz-Gemeinschaft, die Max-Planck-Gesellschaft und den Wissenschaftsrat eine gemeinsame Initiative zur Verbesserung der Informationsversorgung in Forschung und Lehre gestartet. Die Initiative „Digitale Information“ hat sich folgende Schwerpunkte gesetzt:
- Gewährleistung des Zugangs zu digitalen Publikationen, digitalen Daten und Quellenbeständen
- Schaffung optimaler Voraussetzungen für die Verbreitung und Rezeption von Publikationen aus der deutschen Forschung durch digitale Medien
- Sicherstellung einer langfristigen Verfügbarkeit digitaler Medien und Inhalte und deren Integration in die digitale Forschungsumgebung
- Unterstützung netzbasierter Formen des wissenschaftlichen Arbeitens durch innovative Informationstechnologien

## Relevante Gesetze
Die Elektronischer-Rechtsverkehr-Verordnung legt fest, dass man nur PDF- und TIFF-Dateien an deutsche Gerichte senden kann.

## Langzeitarchivierung
Ein wachsender Anteil der Bibliotheksbestände besteht bereits aus digitalen Informationen in unterschiedlichen Formaten, die nachhaltig erhalten werden müssen. Die Lebensdauer von Büchern aus säurefreiem Papier kann mehrere hundert Jahre aufweisen. Digital als Datei gespeicherte Materialien hingegen können bereits nach einigen Jahren möglicherweise nicht mehr geöffnet oder gelesen werden. Eine ausschließliche Speicherung auf digitalen Datenträgern könnte so zum Verlust riesiger Datenmengen führen. Die Digitale Langzeitarchivierung (dLZA) zielt daher auf den Erhalt digitaler Objekte für zukünftige Generationen ab. Auch das kulturelle Weltdokumentenerbe wird in zunehmendem Maße als digitale Information zur Verfügung gestellt. Hierfür wurde von der UNESCO am 15. Oktober 2003 die Charta zum Erhalt des Digitalen Kulturerbes veröffentlicht. Das deutsche Kompetenznetzwerk zur digitalen Langzeitarchivierung – nestor – setzt sich ebenfalls für Standards zur Archivierung ein.